# Dubovec (Słowacja)
Dubovec – wieś (obec) w południowej Słowacji położona w kraju bańskobystrzyckim, w powiecie Rymawska Sobota.

## Położenie
Leży w Kotlinie Rimawskiej (wschodnia część Kotliny Południowosłowackiej), u północnych podnóży Cerovej vrchoviny (północno-wschodniej części gór Czerhat). Zabudowania wsi leżą na lewym brzegu Rimavy, ok. 6 km na północ od granicy państwowej słowacko-węgierskiej.
Przez Dubovec przebiega linia kolejowa nr 160 Zwoleń – Koszyce.

## Historia
Pierwsze wzmianki o miejscowości pochodzą z roku 1260.

## Demografia
Według danych z dnia 31 grudnia 2012, wieś zamieszkiwało 556 osób, w tym 285 kobiet i 271 mężczyzn.
W 2001 roku rozkład populacji względem narodowości i przynależności etnicznej wyglądał następująco:
- Słowacy – 12,85%
- Czesi – 0,37%
- Romowie – 1,49%
- Węgrzy – 82,87%.

Ze względu na wyznawaną religię struktura mieszkańców kształtowała się w 2001 roku następująco:
- Katolicy rzymscy – 83,05%
- Ewangelicy – 2,61%
- Ateiści – 1,68%
- Przedstawiciele innych wyznań – 0,19%
- Nie podano – 3,91%.